# Оукли (Калифорния)
Оукли (на английски: Oakley) е град в окръг Контра Коста в Района на Санфранциския залив в щата Калифорния, САЩ. Оукли е с население от 25 619 жители (2000) и има обща площ от 32,40 км² (12,50 мили²).